# 가환 그림

5가지 보조정리의 증명에 사용되는 가환 그림

수학, 특히 범주론에서 가환 그림(영어: Commutative diagram)은 시작과 끝이 동일한 그림의 모든 방향 경로가 동일한 결과로 이어지는 그림이다. 대수학에서 방정식이 하는 역할을 범주론에서 가환 그림이 한다.

## 설명
가환 그림은 종종 세 부분으로 구성된다.
- 대상(꼭지점이라고도 함)
- 사상(화살표 또는 모서리라고도 함)
- 경로 또는 합성

### 화살표 기호
대수학에서 사상의 유형은 다른 화살표 사용법으로 표시될 수 있다.
- 단사 사상: {\displaystyle \hookrightarrow }[3] 또는 {\displaystyle \rightarrowtail }.[4]
- 전사 사상: {\displaystyle \twoheadrightarrow }.
- 동형 사상: {\displaystyle {\overset {\sim }{\rightarrow }}} .
- 점선 화살표는 일반적으로 표시된 형태가 존재한다는 주장을 나타낸다(그림의 나머지 부분이 유지될 때마다). 화살표는 선택적으로 {\displaystyle \exists }과 같이 표시될 수 있다.
  - 사상이 추가로 유일한 경우 점선 화살표는 {\displaystyle !} 또는 {\displaystyle \exists !}과 같이 표시될 수 있다.

서로 다른 화살표의 의미는 완전히 표준화되지 않았다. 단사 사상, 전사 사상 및 동형사상에 사용되는 화살표는 단사, 전사 및 전단사뿐만 아니라 모형 범주의 여올화, 올화 및 약한 동등성에도 사용된다.

### 가환성 확인
가환성은 유한한 면 수(오직 1 또는 2)의 다각형에 대해 의미가 있으며 모든 다각형 부분 그림이 가환적이면 그림은 가환적이다.
그림은 비가환적일 수 있음에 유의하라. 즉, 그림에서 서로 다른 경로 구성이 동일한 결과를 나타내지 않을 수 있다.

## 예

### 예 1
제1 동형 정리를 표현하는 왼쪽 그림에서 삼각형의 가환성은 {\displaystyle f={\tilde {f}}\circ \pi }을 의미한다. 오른쪽 그림에서 정사각형의 가환성은 {\displaystyle h\circ f=k\circ g}를 의미한다.
|  |  |

### 예 2
아래 그림이 교환하려면 세 가지 등식이 충족되어야 한다.
1. {\displaystyle r\circ h\circ g=H\circ G\circ l}
2. {\displaystyle m\circ g=G\circ l}
3. {\displaystyle r\circ h=H\circ m}

여기서 첫 번째 등식은 마지막 두 개에서 이어지므로 그림이 교환하려면 (2)와 (3)이 참임을 보여주는 것으로 충분하다. 그러나 등식 (3)은 일반적으로 다른 두 개에서 나오지 않으므로 그림이 교환한다는 것을 보여주기 위해 등식 (1)과 (2)만 있는 것으로는 일반적으로 충분하지 않다.
|  |

## 그림 추적
그림 추적(또는 그림 검색)은 특히 호몰로지 대수학에서 사용되는 증명 방법으로, 가환 그림의 원소를 추적하여 어떤 사상의 성질을 설정한다. 그림 추적에 의한 증명은 일반적으로 단사 또는 전사 사상 또는 완전열과 같은 그림 성질의 공식적인 사용을 포함한다. 삼단논법이 구성되어 그림은 시각적인 보조 수단일 뿐이다. 결국 원하는 원소나 결과가 구성되거나 확인될 때까지 그림 주변의 원소를 "추적"하게 된다.
그림 추적에 의한 증명의 예에는 일반적으로 5개의 보조 정리, 뱀 보조 정리, 지그재그 보조 정리 및 9개의 보조 정리에 대해 제공된 것이 포함된다.

## 고등 범주론에서 가환 그림
고등 범주론에서는 대상와 화살표뿐만 아니라 화살표 사이의 화살표, 화살표 사이의 화살표 사이의 화살표 등을 무한히 고려한다. 예를 들어 작은 범주 {\displaystyle {\textbf {Cat}}} 범주는 자연스럽게 2-범주이며, 함자는 화살표이고 자연 변환은 함자 사이의 화살표이다. 이 설정에서 가환 그림에는 {\displaystyle \Rightarrow }로 자주 묘사되는 고등 화살표도 포함될 수 있다. 예를 들어, 다음(다소 자명한) 그림은 두 개의 범주 {\displaystyle {\textbf {C}}}, {\displaystyle {\textbf {D}}}와 함께 두 개의 함자 {\displaystyle F,G}: {\displaystyle {\textbf {C}}\rightarrow {\textbf {D}}} 및 자연 변환 {\displaystyle \alpha :F\Rightarrow G}을 보여준다:
2-범주에는 두 종류의 구성(수직 구성 및 수평 구성이라고 함)이 있으며 붙여넣기 그림을 통해 묘사할 수도 있다.

## 함자로서의 그림
범주 {\displaystyle {\textbf {C}}}의 가환 그림은 인덱스 범주 {\displaystyle {\textbf {J}}}에서 {\displaystyle {\textbf {C}}}까지의 함자로 해석될 수 있다. 하나는 함자를 그림이라고 부른다.
좀 더 자세하게, 가환 그림은 부분순서집합 범주로 색인화된 그림의 시각화이다. 이러한 그림에는 일반적으로 다음이 포함된다.
- 색인 범주의 모든 대상에 대한 노드,
- 사상 생성 집합에 대한 화살표(구성으로 표현될 수 있는 동형사상 및 사상 생략),
- 그림의 가환성(두 대상 간의 서로 다른 사상 구성의 동등성), 부분순서집합 범주의 두 대상 간 사상의 유일성에 해당한다.

반대로 가환 그림이 주어지면 다음과 같은 부분순서집합 범주를 정의한다.
- 대상은 노드이고,
- 노드 사이에 (지정된) 경로가 있는 경우에만 두 대상 사이에 형태가 있다.
- 이 사상은 유일하다는 관계와 함께(사상의 모든 구성은 정의역과 대상에 의해 정의된다. 이것이 가환성 공리이다).

그러나 모든 그림이 교환하는 것은 아니다(그림의 개념은 가환 그림을 엄격하게 일반화한다). 간단한 예로서, 자기사상이 있는 단일 대상의 그림({\displaystyle f\colon X\to X}) 또는 두 개의 평행 화살표( {\displaystyle \bullet \rightrightarrows \bullet }, 즉, {\displaystyle f,g\colon X\to Y}, 때로 자유 떨림이라고도 함), 동등자의 정의에 사용된 대로 교환할 필요가 없다. 또한 대상이나 사상의 수가 많을 때(또는 무한할 때) 그림이 지저분하거나 그리기가 불가능할 수 있다.

## 같이 보기
- 수학적 그림

## 참고 문헌
- Adámek, Jiří; Horst Herrlich; George E. Strecker (1990), 《Abstract and Concrete Categories》 (PDF), John Wiley & Sons, ISBN 0-471-60922-6, 2015년 4월 21일에 원본 문서 (PDF)에서 보존된 문서, 2023년 2월 16일에 확인함 Now available as free on-line edition (4.2MB PDF).
- Barr, Michael; Wells, Charles (2002), 《Toposes, Triples and Theories》 (PDF), ISBN 0-387-96115-1 Revised and corrected free online version of Grundlehren der mathematischen Wissenschaften (278) Springer-Verlag, 1983).